# Concar
Concar est un chef des Bretons d'Armorique au tournant du VIIe et VIIIe siècle, fondateur légendaire de la ville de Concarneau en 692.

## Biographie semi-légendaire
Concar, né peut-être vers 660, serait le fils d'un comte de Bretagne Urbien, lui-même fils du roi Judicael. Il se marie avec Azénor avec qui il a une fille Ninice. Après la disparition du roi Judicael, un antagonisme naît entre ses fils, Alain et Urbien, comte de Cornouaille pour la succession. Dans ce conflit, Alain tue la femme et enlève la fille Ninice de Concar, le fils d’Urbien. Concar est obligé de fuir et de se cacher dans la forêt et son père Urbien se réfugie à la cour des Francs.
Après la mort d’Alain (alors Alain II le Long) en 690, son fils Gradlon (Gralon) est obligé de combattre les francs laissant une opportunité à Concar de revenir. Concar jette alors son dévolu en 692 sur un îlot aisément défendable dans l’actuelle Baie de La Forêt, l’ile de Kunq (ou Conq) occupée par des barbares Pictes.
Concar et ses soldats se défont facilement des Pictes, prennent pied sur l’Ilot et délivrent une captive qui se trouve être finalement la fille du comte. Avec l’aide des hommes libérés de la rapine pictes, Concar peut alors initier les fondations d’une ville que l’on nomma Concar-Keronéos (Concar, fils d’Urbien). Le nom de la cité se transforma en Conkernos et avec le temps en Concarneau.
Concar marie sa fille Ninice à un certain Zimar, ancien officier de Gradlon, qui deviendra le premier gouverneur de Conq.

## Onomastique
L'étude de l'onomastique a permis de mettre en évidence dans les textes l’existence d'un personnage nommée Concar ce dernier serait le fils d'un comte de Bretagne Urbien d'après plusieurs auteurs. Dom Morice identifie dans son histoire de la Bretagne, Concar (ou Congar / Keroenne en Breton) à Urbon fils d’Urbien (ou Keroenos en Breton). Son père aurait été comte de Bretagne au milieu du VIIe siècle et lui-même comte de Cornouaille vers la fin du VIIe siècle. D’après son étude Concar aurait pu vivre jusque vers 750.
Jean-Baptiste Ogée identifie lui aussi un Concar fils d'Urbien en conflit avec Grallon fils de Alain II vers la fin du VIIe siècle. Selon Hyacinthe Morice et Charles Louis Taillandier Concar était le cousin germain de Gralon et Concar lui disputait la souveraineté sur le Royaume de Cornouaille avec l’appui des Francs. Notons enfin le Concar Cheroenoc  placé entre Gradlon Flam et Budic Mur dans la liste des comtes de Cornouaille de l'abbaye de Landévennec dont le manuscrit est du XIIe siècle